# Xu Zheng (acteur)
Xu Zheng (徐峥, né le 18 avril 1972) est un acteur et réalisateur chinois très connu pour ses rôles dans des comédies.
Il a coécrit, coproduit et réalisé Lost in Thailand (2012) et Lost in Hong Kong (en) (2015), deux des plus gros succès du box-office en Chine. Il a également coproduit et joué dans Dying to Survive (2018), un autre très gros succès au box-office.
Il est devenu célèbre avec le série TV comique Sunny Piggy (en) (2000), jouant aux côtés de sa future femme Tao Hong (en). Il gagne plus de reconnaissance après d'autres séries télévisées comiques comme Li Wei the Magistrate (en) (2001) et Love Through Different Times (en) (2002), ainsi que les comédies Call for Love (en) (2007) et Lost on Journey (en) (2010). Il tient un rôle dans la plupart des films de Ning Hao comme No Man's Land (2013) et Breakup Buddies (2014).
Il est à la 38e place dans la liste Forbes China Celebrity 100 (en) en 2013, 68e en 2015, 92e en 2017 et 4e en 2019.

## Biographie
Originaire de Shanghai, Xu Zheng joue régulièrement dans les théâtres des palais des enfants (en). Après la fin de ses études à l'académie de théâtre de Shanghai en 1994, Xu tient principalement des petits rôles à la télévision et au cinéma pendant plusieurs années. Sa carrière décolle en 2000 avec la série télé comique Sunny Piggy (en), dans lequel il joue le personnage de Zhu Bajie. Sunny Piggy est un succès dans tout le pays, ouvrant la voie à d'autres séries télévisées populaires telles que Li Wei the Magistrate (en) (2001) et Love Through Different Times (en) (2002). Après son apparition dans Crazy Stone (en) (2006) de Ning Hao, Xu commence également à se tourner de plus en plus vers la comédie comme avec Call for Love (en) (2007) et One Night in Supermarket (en) (2009). Il retrouve Ning Hao dans Crazy Racer (en) (2009) et No Man's Land (2013).
Xu essaye de passer derrière la caméra car il décrit que le simple métier d'acteur est « trop passif ». Après le succès de la comédie Lost on Journey (en) (2010), Xu invite l'acteur Wang Baoqiang dans son premier film comme réalisateur, Lost in Thailand, un film sur le même principe. Cependant, en tant que réalisateur pour la première fois, Xu a du mal à vendre son histoire après être passé par trois sociétés de production différentes avant de convaincre Beijing Enlight Pictures (en) d'investir 4 millions $US. Huang Bo, un bon ami de Xu et une co-vedette fréquente dans les films de Ning, rejoint également le projet. Sorti en décembre 2012, Lost in Thailand récolté plus de 200 millions $US pour environ 40 millions de spectateurs, et devient le plus gros succès du box-office pour un film chinois. Tourné principalement en Thaïlande, le film stimule fortement le tourisme dans le pays, et Xu rencontre même la Première ministre de Thaïlande Yingluck Shinawatra en 2013.
En 2014, le film Breakup Buddies de Ning Hao avec Xu et Huang Bo récolte plus de 195 millions $US et devient le film chinois le plus rentable de l'année. Le deuxième long métrage de Xu, Lost in Hong Kong (en) (2015), qu'il coécrit, coproduit et dans lequel il joue également, bat les recettes de Lost in Thailand en récoltant 250 millions $US.

## Vie privée
Xu Zheng commence à se raser la tête à l'Université[Quand ?] et reste chauve, depuis lors.
Il épouse Tao Hong (en), sa partenaire dans Sunny Piggy, en 2002. Ils jouent un couple marié dans Unfinished Girl (2007) et Lost in Thailand et apparaissent également ensemble dans Sky Lovers (en) (2002, série TV), No Lonely Angels (en) (2002), The Last Red Hot Lover (2005–06, théâtre), No Man's Land, et How Long Will I Love U (2018). Tao fait également un caméo dans Lost in Hong Kong. Leur fille naît le 30 décembre 2008 à Beijing.

## Filmographie

### Films
| Année | Titre                    | Titre chinois        | Rôle                      | Notes                                           |
| ----- | ------------------------ | -------------------- | ------------------------- | ----------------------------------------------- |
| 1989  | In One Married Year      | 结婚一年间           | Tiantian                  | Téléfilm                                        |
| 1992  | Their Marriages          | 父子婚事             | Xiao Sheng                |                                                 |
| 1998  | The Soul of the Sea      | 海之魂               | Xiaoman                   |                                                 |
| 1999  | Something About Secret   | 说出你的秘密         | Zhang                     |                                                 |
| 2002  | No Lonely Angels         | 天使不寂寞           | Zhao                      |                                                 |
| 2003  | A Surprise Victory       | 出奇制胜             | Sanduo                    | Téléfilm                                        |
| 2006  | The Happy Fate of Love   | 家和万事兴之快乐情缘 | Ding Zihan                | Téléfilm                                        |
| 2006  | Crazy Stone              | 疯狂的石头           | Feng Hai                  |                                                 |
| 2007  | Call for Love            | 爱情呼叫转移         | Xu Lang                   |                                                 |
| 2007  | Unfinished Girl          | 第三个人             | He Wei                    |                                                 |
| 2007  | Crossed Lines            | 命运呼叫转移         | Dr. Sun                   | Segment 1 : Le Malentendu (误会)                |
| 2008  | Fit Lover                | 爱情左右             | Xu Lang                   |                                                 |
| 2009  | Crazy Racer              | 疯狂的赛车           | Le directeur du cimetière |                                                 |
| 2009  | One Night in Supermarket | 夜·店                | He Sanshui                | Aussi producteur exécutif                       |
| 2009  | Mars Baby                | 火星没事             | Ma Zhihao                 |                                                 |
| 2010  | Lost on Journey          | 人在囧途             | Li Chenggong              |                                                 |
| 2010  | The Swordman Dream       | 嘻遊記               | Tang Sanju                |                                                 |
| 2011  | The Founding of a Party  | 建黨偉業             | Xu Shuzheng               | Scènes supprimées                               |
| 2011  | Legend of a Rabbit       | 兔俠傳奇             | Le bandit crocodile       | Voix                                            |
| 2012  | Love in the Buff         | 春嬌與志明           | Sam                       |                                                 |
| 2012  | Meet the In-Laws         | 搞定岳父大人         | Fan Jianqiang             | Également producteur superviseur                |
| 2012  | Lost in Thailand         | 人再囧途之泰囧       | Xu Lang                   | Aussi réalisateur, coproducteur et coscénariste |
| 2013  | Fake Fiction             | 摩登年代             | Ou Dawei                  |                                                 |
| 2013  | One Night Surprise       | 一夜惊喜             | He Fengfeng               |                                                 |
| 2013  | No Man's Land            | 无人区               | Pan Xiao                  |                                                 |
| 2014  | The Great Hypnotist      | 催眠大师             | Xu Ruining                | Aussi producteur exécutif                       |
| 2014  | Breakup Buddies          | 心花路放             | Hao Yi                    |                                                 |
| 2015  | Lost in Hong Kong        | 港囧                 | Xu Lai                    | Aussi réalisateur, coproducteur et coscénariste |
| 2016  | Xuanzang                 | 大唐玄奘             | Li Daliang                |                                                 |
| 2018  | A or B                   | 幕后玩家             | Zhong Xiaonian            | Aussi producteur exécutif                       |
| 2018  | Ash Is Purest White      | 江湖儿女             | L'homme de Karamay        |                                                 |
| 2018  | How Long Will I Love U   | 超时空同居           | Le cuisinier de nouilles  | histoire originale, producteur                  |
| 2018  | Dying to Survive         | 我不是药神           | Cheng Yong                | Aussi coproducteur                              |
| 2018  | The Island               | 一出好戏             |                           | Caméo                                           |
| 2019  | Crazy Alien              | 疯狂的外星人         | L'extraterrestre          |                                                 |
| 2019  | Robosaur Wars            |                      |                           |                                                 |
| 2019  | My People, My Country    | 我和我的祖国         |                           | Réalisateur                                     |
| 2020  | Lost in Russia           |                      |                           |                                                 |

### Mini-séries
| Année | Titre                      | Titre chinois | Rôle            | Notes          |
| ----- | -------------------------- | ------------- | --------------- | -------------- |
| 2006  | It's So Good to Be In Love | 恋爱真好      | Dou Ding        | Sitcom         |
| 2010  | Unusually Crazy for Love   | 非常爱情狂    | Le président Xu | Sitcom web     |
| 2018  | The Island                 | 好戏一出      |                 | Mini-série web |

### Série TV
| Année | Titre                                  | Titre chinois      | Rôle                         | Notes                                          |
| ----- | -------------------------------------- | ------------------ | ---------------------------- | ---------------------------------------------- |
| 1994  | Little Stories from the Orient         | 東方小故事         | Bao Xuan                     | Épisode : "Bao Xuan Gets Married" (鮑宣娶親)   |
| 1996  | Hu Xueyan                              | 胡雪巖             | Huang Zuoqing                |                                                |
| 1997  | Soaring to the Sky                     | 风生水起           |                              | Segment : Le Marché boursier (股市)            |
| 1997  | Zhou Enlai in Shanghai                 | 周恩來在上海       | Wang Ming                    |                                                |
| 1998  | Vicissitude of Shanghai                | 上海滄桑           | Tang Boye                    |                                                |
| 1998  | The Beauty of the Warring States       | 戰國紅顏           | Shi Sha                      |                                                |
| 1999  | It's So Annoying at Home               | 家里比较烦         | Xiaogua                      | Sitcom                                         |
| 2000  | Red Dust from the Past                 | 紅塵往事           | Li Xinzhi                    |                                                |
| 2000  | Sunny Piggy                            | 春光燦爛豬八戒     | Zhu Fengchun Zhu Bajie       |                                                |
| 2001  | Imperial Envoy of the 7th Grade        | 七品欽差           | Zhou                         |                                                |
| 2001  | Li Wei the Magistrate                  | 李衛當官           | Li Wei                       |                                                |
| 2002  | Love Through Different Times           | 穿越时空的爱恋     | Zhu Yunwen                   |                                                |
| 2002  | Sky Lovers                             | 天空下的缘分       | Poisson plat                 | Segment 5: "Sun Tanning" (日光浴)              |
| 2002  | Daddy's Name is Hongqi                 | 爸爸叫红旗         | Feng Yong                    |                                                |
| 2003  | The Return to Shanghai Bund            | 重返上海灘         | Zhu Shijun                   |                                                |
| 2003  | The Eight Hilarious Gods: Sunü's Story | 笑八仙之素女的故事 | Lü Dongbin                   |                                                |
| 2003  | The Showroom Tales                     | 售楼处的故事       | Deng Feng                    | Sitcom                                         |
| 2004  | Thirteen Sons of Heaven Bridge         | 天橋十三郎         | Shi Yukun                    |                                                |
| 2004  | Li Wei the Magistrate II               | 李衛當官Ⅱ          | Li Wei                       | Aussi coréalisateur, suite de la série de 2001 |
| 2004  | The Execution of Chen Shimei           | 新鍘美案           | Song Renzong Song Zhenzong   | Il n'apparaît que dans les flashbacks          |
| 2004  | The Perfect Banquet                    | 滿漢全席           | Zhang Dongguan               |                                                |
| 2004  | My Way                                 | 起跑天堂           | Un client de la salle de gym |                                                |
| 2005  | Thrice Revealing the Emperor's Edict   | 三揭皇榜           | Fu Yingxing                  |                                                |
| 2005  | The Lucky Stars                        | 福祿壽·三星報喜    | Zhang Guolao                 |                                                |
| 2006  | Crazy King and General Iron            | 鐵將軍阿貴         | Hongzhou, Prince He          |                                                |
| 2006  | To Live to Love                        | 长恨歌             | Kang Mingxun                 |                                                |
| 2007  | Be a Man                               | 好男当家           | Zhou Feng                    |                                                |
| 2008  | The Melody of Wedding                  | 结婚进行曲         | Yao Xiang                    |                                                |
| 2008  | Firewall 5788                          | 防火墙5788         | He Nian                      |                                                |
| 2009  | Distant Mountain                       | 遠山               | le commissaire Xie           |                                                |
| 2009  | I'm a Boss                             | 我是老板           | Xu Tianlai                   |                                                |
| 2010  | Run Daddy Run                          | 老爸快跑           | Zhang San                    |                                                |
| 2010  | The Amateur Imperial Bodyguard         | 大內低手           | Li Chuanwei Zhao Sanfa       |                                                |
| 2012  | The Bachelor                           | 大男当婚           | Cao Xiaoqiang                |                                                |
| 2017  | A Splendid Life in Beijing             | 生逢灿烂的日子     | Un passager                  |                                                |
| 2018  | The Drug Hunter                        | 猎毒人             | Wu Xiong                     |                                                |

### Télé-réalité
- 2016 : Twenty-Four Hours (二十四小时) sur Zhejiang Television (en)
- 2016 : Lost in Food (食在囧途) sur Zhejiang Television
- 2018 : I Am an Actor (我就是演员) sur Zhejiang Television

,

## Théâtre
Membre du centre d'arts dramatiques de Shanghai (en), Xu devient célèbre au théâtre avant de se faire connaître à la télévision et au cinéma. Il joue dans les versions chinoises du Menteur (Lelio), Le Long Voyage vers la nuit (Jamie), Beaucoup de bruit pour rien (Antonio), et Art (Serge), ainsi que de nombreuses autres pièces chinoises à la fois en mandarin et en shanghaïen. Il met également en scène au moins 3 pièces depuis 1998,. En 2005, lui et Tao Hong jouent dans une pièce de deux personnes adaptée de la pièce de Broadway Last of the Red Hot Lovers (en), qui fait sensation à Pékin. Le couple joue la pièce plus de 30 fois dans dix grandes villes et connait un succès énorme partout ce qui permet de programmer plus de représentations.